# Serif

Serify (vyznačené červeně) v patkovém písmu

Capitalis Rustica, příklad starého patkového písma

Serif nebo patka v typografii označuje u některých typů písma zakončení tahů, grafické zvýraznění zakončení tvarů písmen. Tento typ písem se označuje jako serifová či patková písma, klasickým zástupcem je antikva. Opakem jsou bezpatková písma, která jsou též označována jako grotesk nebo sans-serif.

## Původ
Edward Catich v knize Origin of Serif z roku 1968 poskytuje většinovou leč ne univerzálně přijímanou hypotézu vzniku serifů – jako zarážek značící konce tahů jednotlivých písmen při vytváření daného nápisu – tesáním do dřeva nebo častěji do kamene.

## Terminologie
Slovo serif pochází z novodobé angličtiny, jeho původ není jasný, v britském standardu pro kapitálky z roku 1813 se vyskytuje možný předchůdce, surripses (v plurálu) nebo suriph /syryf/, Julian Hibbert je v roce 1827 nazývá syrifs nebo cerefs, a má je za ornamenty. Nejstarší citace v současném tvaru je z oxfordského slovníku angličtiny z roku 1830 pro serif a 1841 pro sans serif. V dánštině existuje foneticky a významově podobné slovo schreef (ve významu linie nebo tah pera), a tomu je též podobný německý tvar schrift ze slovesa schreiben. Slovo sans znamená francouzsky bez.
Slovo patka je analogií k patce sloupu v klasické architektuře. Podobně francouzské empattement pocházející od slova patte, „tlapa, noha“, přeneseně označuje spodní, zakončující část. Z představy klasického sloupu vychází i označení dřík, hlava (hlavice), a pata, která označují svislý tah a jeho vodorovné horní a dolní zakončení. Tato přirovnání mohou být matoucí, protože patka zakončuje i vodorovné a oblé tvary a může mít asymetrickou podobu.
Někdy se v české terminologii od serifu (patky) odlišuje pata jako označení pro zakončení dříků u a, b, d, u, které se vyskytuje i u některých bezpatkových písem (např. Helvetica).

## Užití
Patkové písmo je typografy doporučováno pro dlouhé statě, protože patky u základní čáry lépe spojují písmena do pomyslné linie a vedou po ní oči čtenáře. Proto se obvykle používá v tištěných knihách, pro beletrii i monografie. Nevhodné je naopak tam, kde není možné serify dobře zobrazit, například v nekvalitním tisku nebo pro zobrazení na displejích s nízkým rozlišení (např. na monochromatických maticových displejích). U kratších textů, zvláště u krátkých hesel typu nápis nebo reklamních sdělení, je užití serifů estetickou, nikoli praktickou otázkou.
V CSS figuruje slovo serif jako zavedená hodnota reprezentující patkové písmo podle nastavení prohlížeče nebo grafického prostředí operačního systému. Hodnota sans-serif pak zastupuje vybrané bezpatkové písmo. Častým písmem zastupujícím serif bývá Times New Roman.